# Cento giorni di felicità
Cento giorni di felicità è il primo romanzo di Fausto Brizzi, il quinto libro che ha pubblicato considerando anche  i romanzi che ha tratto dai suoi film.

## Trama
Lucio Battistini ha una vita come tante, un lavoro in palestra, una squadra di pallanuoto di ragazzini da allenare due pomeriggi a settimana, seppur con miseri risultati, due figli e una moglie che ama. Peccato che lei lo abbia appena sbattuto fuori di casa perché ha scoperto che l'ha tradita. Lui ripara nel retro-bottega del suocero, pasticciere famoso in tutta Roma per le sue ciambelle, e proprio allora l'amico Fritz viene a fargli visita, senza alcuna intenzione di andarsene. Anzi, a doversene andare sarà proprio Lucio, e per sempre. "Amico Fritz" è il nome con cui Lucio chiama il cancro che lo sta per uccidere: ha infatti solo tre mesi di vita davanti a sé.  Dopo l'iniziale disperazione, Lucio decide di vivere i cento giorni che gli restano fino in fondo. Per riconquistare la moglie, insegnare a nuotare a suo figlio, dimagrire e presentarsi all'appuntamento con la fine in forma smagliante. Soprattutto, vuole fare un viaggio con la sua famiglia, una seconda luna di miele in compagnia di moglie e figli. Per dare un ultimo gustoso morso alla vita.

## Edizioni
- Fausto Brizzi, Cento giorni di felicità, Einaudi Stile Libero, 2013,  pp. 394, ISBN.

| Controllo di autorità | VIAF (EN) 4390151965331100470009 |